# Pharaphodius mabiranus
Pharaphodius mabiranus är en skalbaggsart som beskrevs av Vladimir Balthasar 1933. Pharaphodius mabiranus ingår i släktet Pharaphodius och familjen Aphodiidae. Inga underarter finns listade i Catalogue of Life.